# Globularni protein
Globularni proteini (sferoproteini) su jedna od tri glavne klase proteina. Ovi proteini imaju oblik sfere i uglavnom su rastvorni u vodenim rastvorima. Oni formiraju koloidne rastvore. Po toj karakteristici se razlikuju od fibrilarnih proteina, koji su praktično nerastvorni. Konformacije proteina i njihova stabilnost uslovljavaju njegovu funkciju.
Termin globin se može specifičnije koristiti za označavanje proteina koji imaju globinski sklop.

## Globularne strukture i rastvorljivost
Sferičnu strukturu indukuje proteinska tercijarna struktura. Nepolarne (hidrofobne) aminokiseline su locirane u unutrašnjosti molekula, dok su polarne (hidrofilne) aminokiseline vezane u spoljašnjem sloju, što omogućava dipol-dipol interakcije sa rastvaračem, čime se objašnjava molekulska rastvorljivost.
Način na koji se proteini prirodno savijaju još uvek nije potpuno poznat. Deo problema proteinskog savijanja je da se mnoštvo nekovalentnih, slabih interakcija formira, kao što su vodonične veze i Van der Walsove interakcije. Postoje dva moguća mehanizma za savijanje globularnih proteina, difuzioni-kolizioni model i nukleaciono kondenzacioni model. Nedavni nalazi su pokazali da se globularni proteini, poput PTP-BL PDZ2, savijaju koristeći karakteristike oba modela. Iz tih nalaza proizilazi da prelazna stanja proteina mogu da utiču na način savijanja.

## Spoljašnje veze
- Globins на 